# Список послов СССР и России в Республике Корея
В статье представлен список послов СССР и России в Южной Корее (до 1910 года — Корейской империи).

## Хронология дипломатических отношений
- 1855 г. — установлены дипломатические отношения. Открыта российская миссия в Сеуле.
- 1902 г. — поверенный в делах России в Корее получил ранг посланника.
- 22 августа 1904 г. — подписан японо-корейский договор, по которому в Корее закрылись все иностранные посольства с сохранением консульских отделов.
- 22 августа 1910 г. — Корея присоединена к Японии.
- 30 сентября 1990 г. — установлены дипломатические отношения на уровне посольств.

## Список послов
| Срок полномочий                   | Посол                          | Годы жизни | Вручение верительных грамот | Комментарии                                                      |
| --------------------------------- | ------------------------------ | ---------- | --------------------------- | ---------------------------------------------------------------- |
| Российская империя                |                                |            |                             |                                                                  |
| 2 апреля 1885 — 18 июля 1895      | Карл Иванович Вебер            | 1841—1910  |                             | Поверенный в делах и генеральный консул                          |
| 18 июля 1895 — 6 ноября 1897      | Алексей Николаевич Шпейер      | 1854—1916  |                             | Поверенный в делах и генеральный консул                          |
| 24 ноября 1897 — 17 сентября 1898 | Николай Гаврилович Матюнин     | 1849—1907  |                             | Поверенный в делах и генеральный консул                          |
| 17 сентября 1898 — 1904           | Александр Иванович Павлов      | 1860—1923  |                             | Поверенный в делах и генеральный консул до 1902, затем посланник |
| 31 декабря 1905 — 9 августа 1908  | Георгий Антонович Плансон      | 1859—1937  |                             | Генеральный консул                                               |
| 1908 — 1910                       | Александр Сергеевич Сомов      | 1859—1927  |                             | Генеральный консул                                               |
| СССР                              |                                |            |                             |                                                                  |
| 30 октября 1990 — 25 декабря 1991 | Олег Михайлович Соколов        | 1937—2016  |                             |                                                                  |
| Российская Федерация              |                                |            |                             |                                                                  |
| 25 декабря 1991 — 17 февраля 1992 | Олег Михайлович Соколов        | 1937—2016  |                             |                                                                  |
| 17 февраля 1992 — 1 ноября 1993   | Александр Николаевич Панов     | 1944—      |                             |                                                                  |
| 1 ноября 1993 — 3 июня 1997       | Георгий Фридрихович Кунадзе    | 1948—      |                             |                                                                  |
| 3 июня 1997 — 25 декабря 2000     | Евгений Владимирович Афанасьев | 1947—      |                             |                                                                  |
| 25 декабря 2000 — 4 апреля 2005   | Теймураз Отарович Рамишвили    | 1955—      |                             |                                                                  |
| 4 апреля 2005 — 17 июля 2009      | Глеб Александрович Ивашенцов   | 1945—      |                             |                                                                  |
| 17 июля 2009 — 26 декабря 2014    | Константин Васильевич Внуков   | 1951—      |                             |                                                                  |
| 26 декабря 2014 — 18 июля 2018    | Александр Андреевич Тимонин    | 1952—      | Февраль 2014                |                                                                  |
| 18 июля 2018 — 7 декабря 2023     | Андрей Борисович Кулик         | 1953—      | 24 августа 2018             |                                                                  |
| 7 декабря 2023 — настоящее время  | Георгий Вениаминович Зиновьев  | 1967—      | 26 апреля 2024              |                                                                  |